# Viaduc du Buzon
Le viaduc du Buzon est un ouvrage d'art situé sur la commune de Gap (Hautes-Alpes). Il a été construit entre 1913 et 1929, et devait permettre le franchissement du ravin du Buzon par le chemin de fer de Gap à La Mure, alors en construction. Il n'a jamais été mis en service.

## Situation ferroviaire
Le viaduc du Buzon a été construit pour être situé sur la ligne du Champsaur, à voie métrique, entre le pont sur le canal de Gap et la gare terminus en correspondance avec la gare de Gap du PLM.

## Historique
En 1896, alors qu'une ligne de Saint-Georges-de-Commiers à la Mure était en construction pour le transport du charbon, Ivan Wilhelm, ingénieur des Ponts et Chaussées à Gap, établit un projet reliant Gap à la Mure par une ligne à voie métrique avec des rampes jusqu'à 60 mm/m, qui pourrait être parcourue par des rames à traction électrique, ce qui établirait une liaison entre Grenoble et Gap plus directe que celle du PLM par le col de la Croix-Haute. Le 27 avril 1906 la loi déclarant d'utilité publique le « chemin de fer reliant Gap à la Mure par la vallée du Drac » fut promulguée. 
Partant de Gap à 740 mètres d'altitude, la ligne devait aller franchir la ligne de partage des eaux Durance / Isère au col de Manse, à 1 275 mètres d'altitude. Le principal obstacle était le ravin du torrent du Buzon. Ce petit affluent de la Luye, qui descend du plateau de Bayard, est fortement encaissé : la ligne devait donc le franchir en viaduc. 
La construction du viaduc fut particulièrement perturbée. Avant même toute décision, le préfet, alerté par la commission des sites du département, voulut protéger un bloc erratique d'origine glaciaire situé à proximité du futur ouvrage (la Peyre Ossel). A défaut d'un classement, il fit inscrire dans le cahier des charges l'interdiction de son utilisation pour l'extraction de matériaux de construction. L'adjudication eut lieu le 31 mai 1913. M. Debernardy, entrepreneur à Fures (Isère), qui s'engageait à effectuer la construction pour un montant de 265 000 francs, fut retenu. Il lui était spécifié qu'il ne devait pas employer plus de 50% d'ouvriers étrangers. Faute de main d’œuvre locale, il obtint vite de porter ce taux à 75%. Ce furent pour l'essentiel des Italiens. Cependant dès 1914 il suspendit les travaux pour cause d'instabilité des terrains, et demanda la résiliation du marché. Celle-ci lui fut accordée en 1918. En 1923, un autre adjudication donna le marché à M. Gothronet, qui abandonna à son tour en 1924. La société Versili Frères reprit les travaux en 1925, et les poursuivit jusqu'en 1929. L'ouvrage était à peu près terminé mais pas rendu opérationnel.
En 1928, le Ministère avait suspendu tous les travaux non encore exécutés. En 1937, en marge d'un projet de déclassement de la ligne, le Ministre écrit que « le tronçon la Mure - Gap ne présente plus d'intérêt économique ». Pourtant les terrassements et ouvrages d'art étaient presque totalement réalisés, mais il manquait 38 millions de francs pour rendre la ligne opérationnelle. Le déclassement définitif de la ligne est prononcé le 30 novembre 1941.

## Caractéristiques
Le viaduc est un ouvrage en maçonnerie long de 100 mètres, qui comporte 5 arcs en plein cintre de 15 mètres de portée chacun. Son profil en long est rectiligne et horizontal. La chaussée est bordée d'étroits trottoirs en pierre et de parapets, métalliques dans la partie centrale, et en maçonnerie aux extrémités.

## État actuel
Le viaduc, non entretenu, est encore en bon état. Cependant un net dérochement de la culée rive gauche pourrait à terme compromettre sa solidité. Sa chaussée en terre permet le passage des piétons et des VVTistes. L'accès est balisé depuis la route nationale 85 (en haut de la boucle de Varsie) côté ouest, et depuis le hameau des Bellons, en contrebas de la D 544, côté est.

Vues du viaduc en 2013
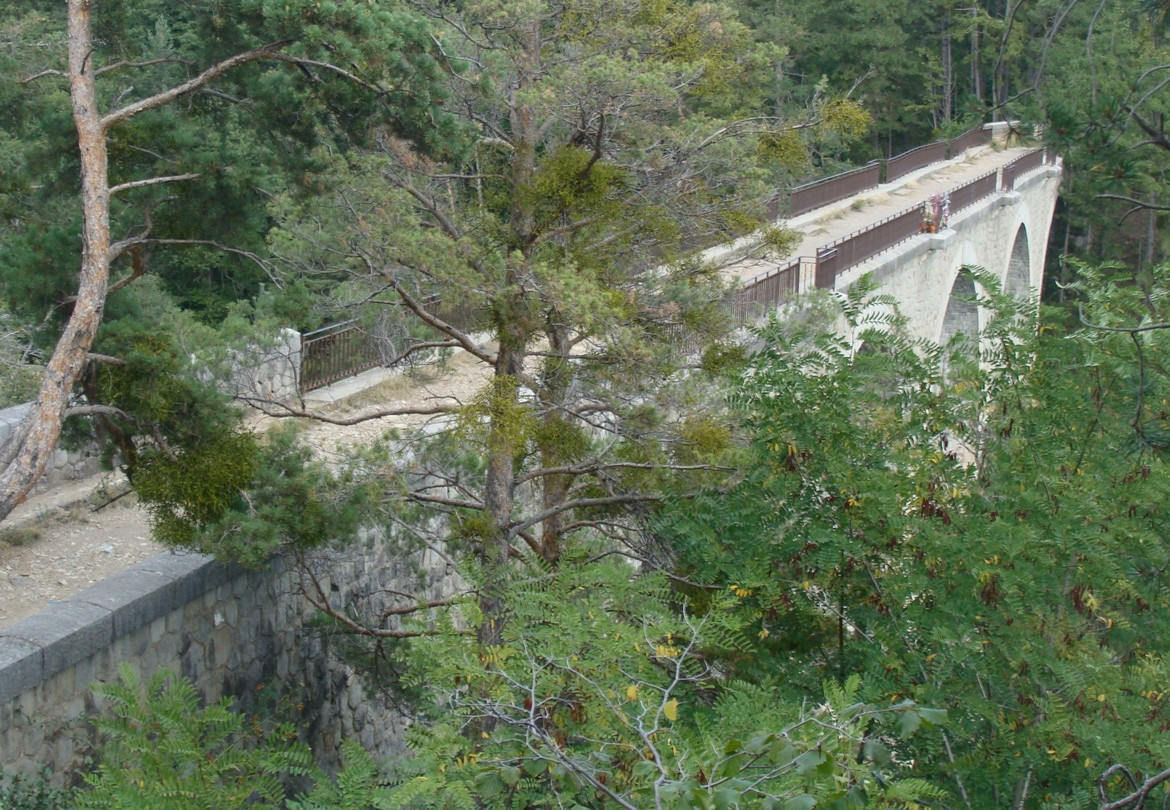
Vue depuis la rive droite du Buzon, côté aval.
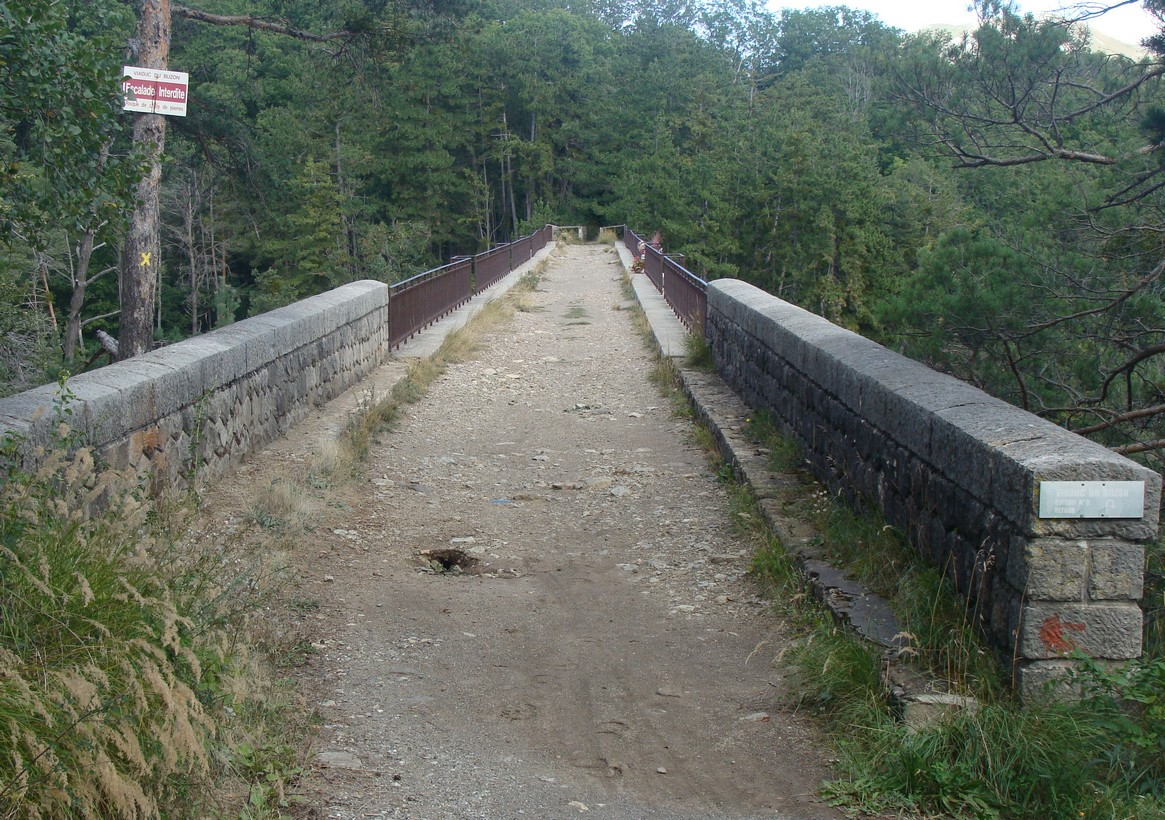
La plateforme, vue de la rive droite.
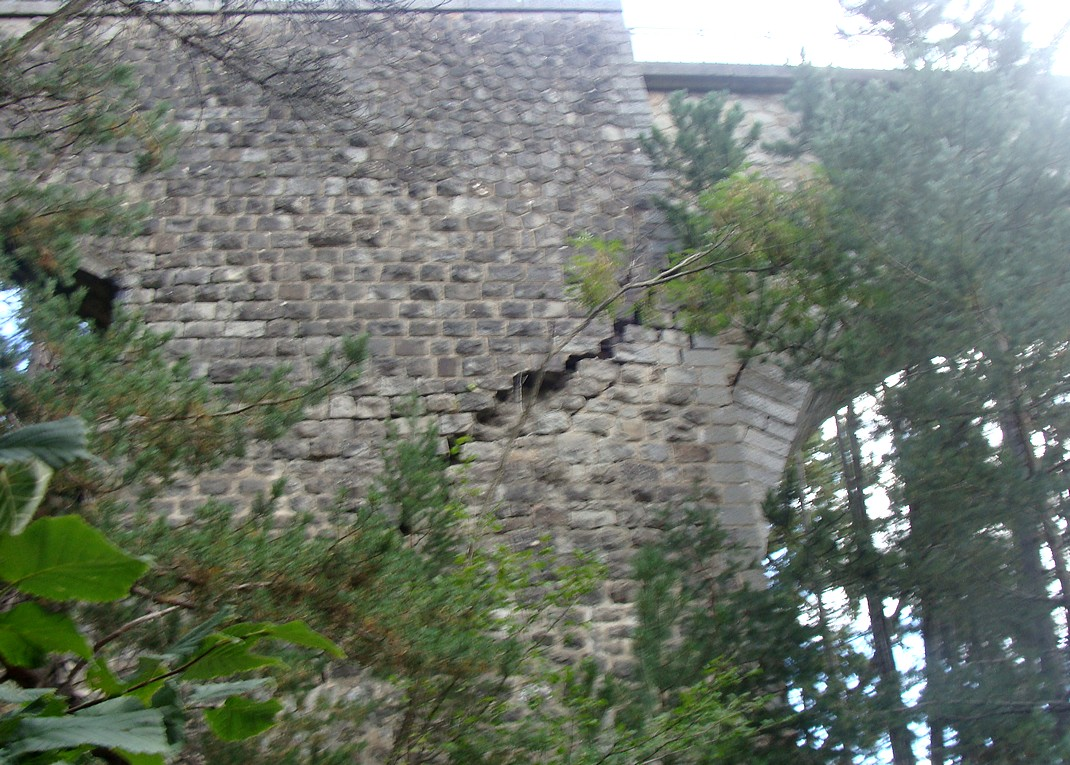
Décrochement de la culée rive gauche, côté amont.

## Projet
Fermé aux piétons, depuis 2013, du fait d'un glissement de terrain. En 2019, la ville de Gap annonce financer un chantier de restauration et conservation permettant sa réouverture en voie douce, mais ce projet a pris du retard faute de prestataire.